# Source Music
Source Music (em coreano: 쏘스뮤직) é uma empresa de entretenimento sul-coreana fundada em 2009 por So Sung-jin. A empresa é mais conhecida como a antiga casa do grupo feminino GFriend. Em julho de 2019, a empresa foi adquirida pela Hybe Corporation, passando a fazer parte do termo coletivo "Hybe Labels" como subsidiária e operando de forma independente 

## História

### 2009–2015

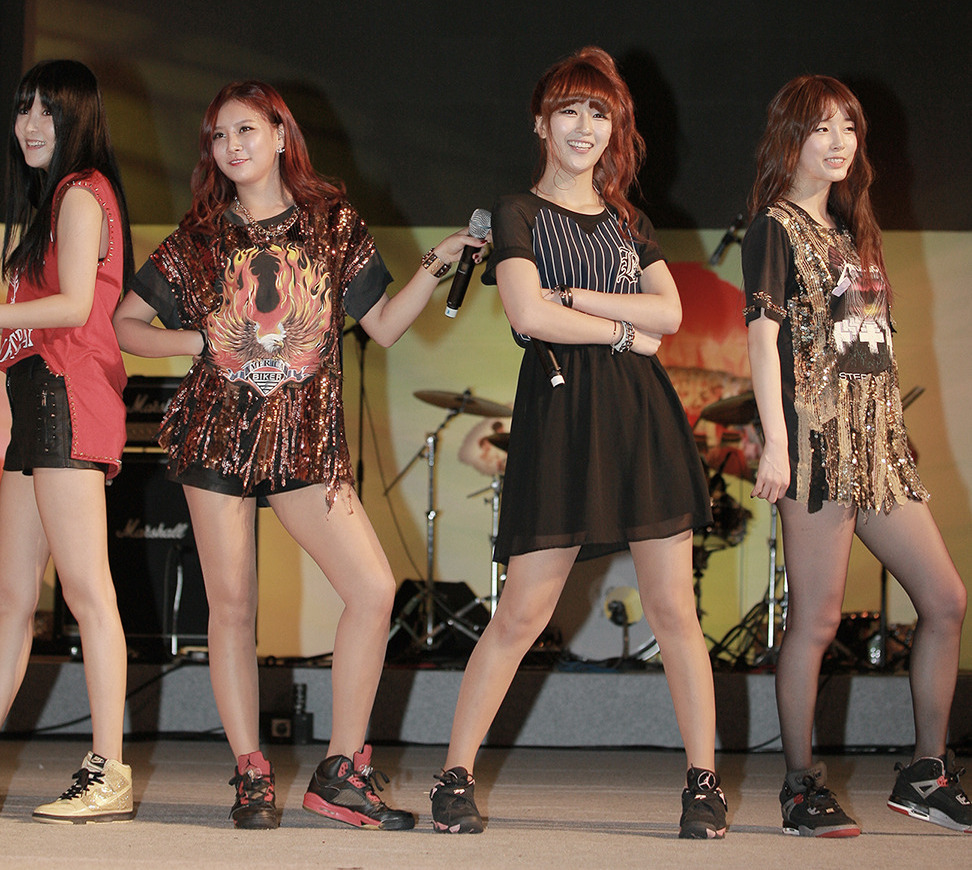
Glam

A Source Music foi fundada em 17 de novembro de 2009 por So Sung-jin, que era um ex-gerente de talentos da SM Entertainment e presidente e diretor executivo da H2 Entertainment. Em 2010, a primeira artista da gravadora, solista feminina (e ex-membro do Baby V.O.X.), Kan Mi-youn, lançou seu primeiro single digital intitulado "Going Crazy". O videoclipe apresenta Lee Joon e Mir do MBLAQ. A canção alcançou a posição # 11 na parada nacional da Coreia do Sul Gaon.
Em 2012, a Glam foi formada. O grupo era uma colaboração entre a Source Music e (futura empresa-mãe) Big Hit Entertainment e consistia nos membros Dahee, Trinity, Zinni, Miso e Jiyeon. No entanto, Trinity renunciou antes de sua estréia devido a razões pessoais. O grupo esteve ativo até 2014 e dissolveu-se depois de Dahee ter sido condenada a um ano de prisão por um caso de extorsão contra o ator Lee Byung-hun. Naquela época, o contrato da Glam com a Big Hit Entertainment terminou. Os membros não queriam renovar o contrato, em parte devido ao escândalo de Dahee.

### 2015 – atualmente

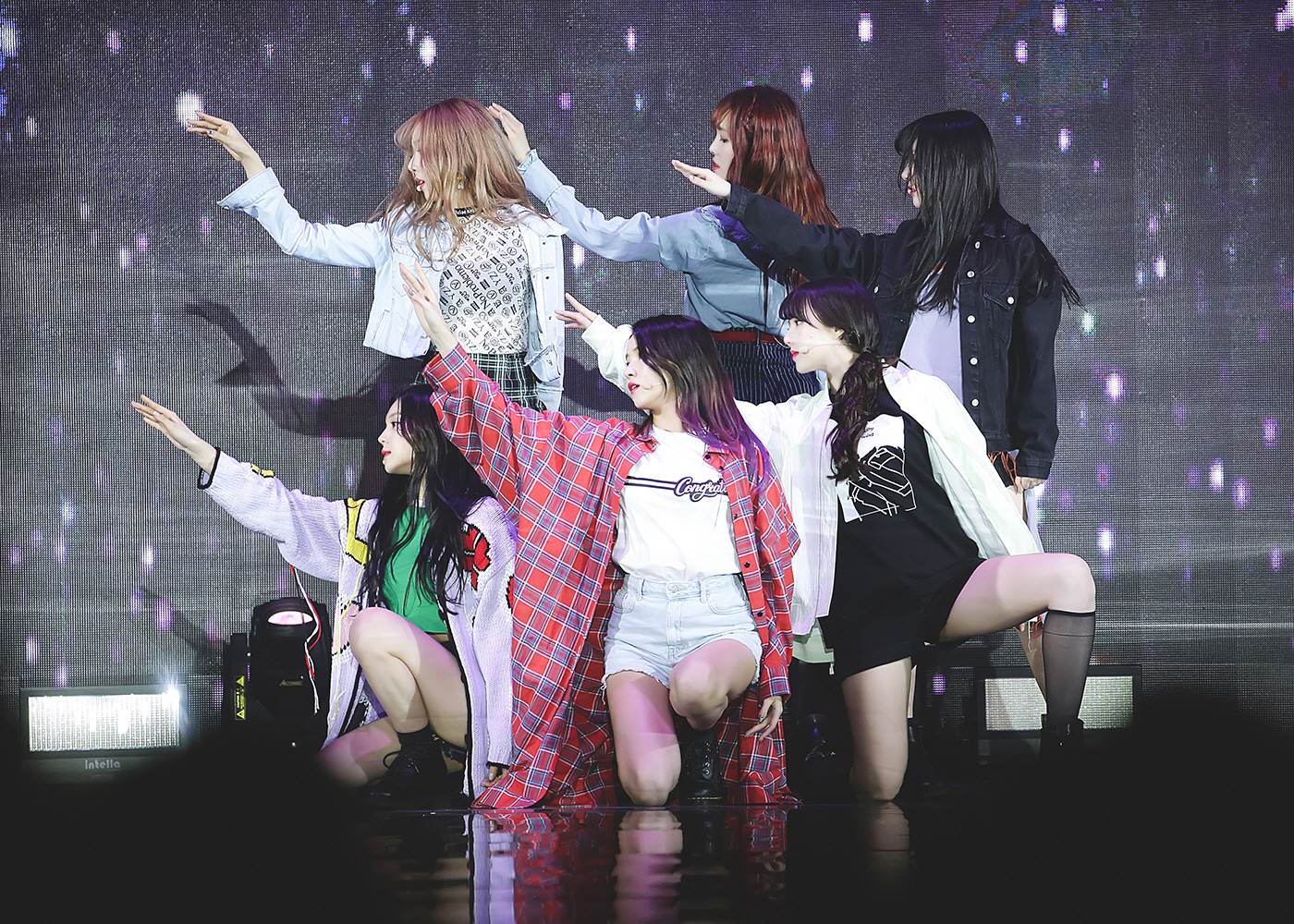
GFriend

Em 2015, GFriend foi formado. O grupo é composto pelos membros Sowon, Yerin, Eunha, Yuju, SinB e Umji. Elas fizeram sua estreia com a extended play Season of Glass em 15 de janeiro de 2015.
Em julho de 2019, a Hybe Corporation (anteriormente Big Hit Entertainment) adquiriu a Source Music, tornando a empresa uma subsidiária da Hybe Labels, a subdivisão de gravadoras da Hybe Corp., e mantendo sua gestão e estilo existentes. Em setembro de 2019, foi revelado que um grupo feminino conjunto entre Source Music e Big Hit Music deve estrear em 2021 no PLUS Global Audition.
Em 22 de março de 2021, a Source Music, bem como as outras gravadoras que fazem parte da Hybe Labels, mudou-se para sua nova sede no Yongsan Trade Center no distrito de Yongsan, a nova sede de sua empresa-mãe, Hybe Corporation. Em 31 de março de 2021, o site oficial da Source Music mudou seu endereço físico para o novo prédio em Yongsan, Seul.
Em 18 de maio de 2021, a Source Music anunciou que todos os membros do GFriend estariam deixando a empresa a 22 de maio após a conclusão de seu contrato de seis anos.

## Ex-artistas
- MI.O
- Kan Mi-youn (2009–2014)
- Eden Beatz
- 8Eight (2009–2014, co-gerido pela Big Hit Music )
- Glam (2012–2015, co-gerido pela Big Hit Music) [15]
- GFriend (2015–2021) [16]